# Focke-Wulf Fw 43
Le Focke-Wulf Fw 43 Falke (« faucon »), connu en interne pour Focke-Wulf comme l'A 43, était un avion utilitaire léger développé en Allemagne en 1932. 
Le dernier projet entrepris par la société Focke-Wulf sous la direction technique de Henrich Focke a été cet avion à aile haute monoplan de conception classique avec une roulette de queue et train d'atterrissage fixe. 
Le pilote et deux passagers assis prenaient place dans une cabine entièrement close. 
Un seul exemplaire a été construit.